# Sceneggiatura televisiva
Una sceneggiatura televisiva (in inglese teleplay) è una sceneggiatura utilizzata nella produzione di un programma o di una serie televisiva. Generalmente, il termine è più comunemente visto in riferimento ad una produzione autonoma, come un film per la televisione, una commedia televisiva o un episodio di una serie antologica. Nell'uso interno dell'industria, tuttavia, tutte le sceneggiature televisive (anche il singolo episodio) sono considerate telefilm. Il credito "teleplay by", tuttavia a volte può essere indicato con il credito "scritto da" ("written by") a seconda delle circostanze della sua creazione.
Il termine è emerso per la prima volta negli anni '50, quando la televisione stava acquisendo un significato culturale, per distinguere le sceneggiature televisive dalle sceneggiature teatrali e dalle sceneggiature cinematografiche. Tutte e tre hanno formati, convenzioni e vincoli diversi.

## Uso
Secondo le attuali linee guida della Writers Guild of America, la sceneggiatura di una serie televisiva è composta da due parti distinte: "soggetto (storia)" e "sceneggiatura televisiva". Il soggetto comprende "narrativa di base, idea, tema o schema che indica lo sviluppo e l'azione del personaggio", mentre la sceneggiatura televisiva consiste in "scene individuali e dialoghi o monologhi completi (inclusa la narrazione in connessione con essi) e le impostazioni della telecamera, se richiesto". In poche parole, la sceneggiatura distingue il contributo delle idee alla storia dalla scrittura effettiva dei dialoghi e delle didascalie presenti sulla pagina nel prodotto finito.
Di conseguenza, il soggetto e la sceneggiatura televisiva appariranno come due crediti distinti se i due ruoli sono stati svolti da persone differenti; invece se la stessa persona o le stesse persone hanno interpretato entrambi i ruoli in egual misura (a meno che non abbiano anche lavorato all'ideazione con una o più persone non direttamente coinvolte nella stesura della sceneggiatura o nello sviluppo dell'idea del soggetto o della storia), allora i crediti del soggetto e della sceneggiatura televisiva non verranno utilizzati e al suo posto verrà utilizzato "scritto da" ("written by") che comprende entrambi i ruoli. Tuttavia, un credito "scritto da" può essere concesso solo ad un massimo di tre persone; se sono coinvolte più di tre persone, i titoli di coda devono separare i due ruoli.

## Formati e stile
Il formato è strutturato come una sceneggiatura tradizionale, ma varia a seconda del tipo di programma televisivo per cui la sceneggiatura è stata scritta. Si distingue in modo intercambiabile tra una sitcom e una serie drammatica per quanto riguarda il modo in cui si svolge la produzione di entrambe. I due tipi di produzione sono la sceneggiatura televisiva a multi-camera e quella a singola-camera.

### Sceneggiatura televisiva a multi-camera
I programmi televisivi che utilizzano una sceneggiatura televisiva multi-camera sono in genere girati davanti a un pubblico in studio. Le linee guida per queste sceneggiature prevedono che tutti i dialoghi siano a doppio spazio, che le indicazioni di scena siano stampate in maiuscolo e che tutte le scene siano numerate in cima a ogni pagina. A differenza delle sceneggiature cinematografiche, dove una pagina può corrispondere ad un minuto, una pagina di una sceneggiatura televisiva corrisponde a 30 secondi di tempo sullo schermo. Altre linee guida prevedono che ogni nuova scena inizi su una nuova pagina e che ogni scena includa un elenco dei personaggi che appariranno in una determinata scena. Le sitcom sono tradizionalmente girate con una configurazione multi-camera.

### Sceneggiatura televisiva a singola-camera
Il formato delle sceneggiature singola-camera è scritto in uno "stile cinematografico" simile a quello di una sceneggiatura cinematografica. Il formato è scritto con i dialoghi a spaziatura singola e le indicazioni di scena stampate in minuscolo. Tuttavia, come le sceneggiature televisive multi-camera, ci sono interruzioni di scena che danno inizio a una nuova scena nella pagina successiva.

#### Durata
La durata di un prodotto televisivo varia a seconda del tipo di produzione per cui si realizza la sceneggiatura. Di solito, una sceneggiatura televisiva varia dai 22 ai 45 minuti, con un tempo supplementare dovuto alle eventuali interruzioni pubblicitarie.